# Aphria rubida
Aphria rubida là một loài ruồi trong họ Tachinidae.